# Le Torréador timide
Pour plus de détails, voir Fiche technique et Distribution.
Le Torréador timide (The Timid Toreador) est un cartoon Looney Tunes réalisé par Bob Clampett et Norman McCabe en 1940. Il met en scène Porky Pig en toréro combattant un taureau.